# Uno Helleday
Christian August Uno Helleday (født 18. marts 1834 i Landskrona, død 10. januar 1904 i Göteborg) var en svensk læge. 
Helleday blev student i Uppsala 1851, cand.med. 1859 og lic.med. 1863. Han var provinsiallæge i Vemdalens distrikt, Jämtlands län, 1864—1867, i Leksands distrikt, Kopparbergs län, 1867—1870 og i Orusts distrikt, Göteborgs och Bohus län 1870—1875. Helleday var assistent ved Johann Georg Mezgers klinik i Amsterdam 1872—1873 samt praktiserende læge i Stockholm 1873—1876, i Moskva og Jalta 1876—1883, i Göteborg 1883—1894 samt på ny i Stockholm fra 1894.

## Källor
- Christian August Uno Helleday i Svenskt porträttgalleri (1895–1913)